# Байкаїн
Байкаї́н (каз. Байқаың) — село у складі Федоровського району Костанайської області Казахстану. Входить до складу Ленінського сільського округу.
Населення — 21 особа (2021; 72 у 2009, 227 у 1999, 309 у 1989).